# Laune der Natur
Laune der Natur ist das sechzehnte Studioalbum der Band Die Toten Hosen. Es wurde von Vincent Sorg produziert und sowohl als Einzel- wie als Doppelalbum zusammen mit dem Album Learning English Lesson Two im Mai 2017 beim bandeigenen Label JKP veröffentlicht. Das Zusatzalbum Learning English Lesson Two enthält ausschließlich englischsprachige Coverversionen und ist nicht einzeln erhältlich.
Laune der Natur enthält 15 deutschsprachige Titel, in denen es um Tod, Verlust und Vergänglichkeit von Beziehungen geht. Wie beim vorangegangenen Studioalbum Ballast der Republik ist ein Teil der Liedtexte eine Zusammenarbeit von Campino, dem Frontmann der Band, und dem Hip-Hop-Musiker Marteria. Der Musiktitel Unter den Wolken wurde im April 2017 als erste Singleauskoppelung dem Album vorangestellt.

## Entstehung
Die Songs für das neue Album entstanden über einen Zeitraum von zwei Jahren. Anfang des Jahres 2015 starb Jochen Hülder, Geschäftsführer des Labels JKP und Manager der Band seit der Gründung im Jahr 1982. Dieses Ereignis hatte Einfluss auf die gesamte Produktion des Albums. Die Texte stammen zum größten Teil von Campino und Marteria, am Titelsong Laune der Natur war zudem Jadu Laciny als Autorin beteiligt.
Wie bei allen vorherigen Produktionen der Band Die Toten Hosen obliegt Campino der Leadgesang. Die E-Gitarren sind mit Andreas von Holst und Michael Breitkopf und der E-Bass mit Andreas Meurer besetzt. Vom Ritchie spielt die Schlaginstrumente.
Neben Vincent Sorg, mit dem die Band seit 2007 zusammenarbeitet, war Tobias Kuhn als Co-Produzent für zusätzliche Arrangements zuständig. Das Album wurde in den Principal-Studios in Senden aufgenommen, abgemischt und gemastert.
Wie bereits in vorigen Produktionen seit dem Album Unsterblich setzte die Band vermehrt Streich- und Blasinstrumente ein. Gastmusiker waren die Trompeter Jörg Brohm und Tobias Weidinger, die Saxophonisten Susanne Weidinger und Denis Gäbel und die Posaunisten Thorsten Heitzmann und Wolf Schenk. Die Streichinstrumente spielten Valentin Alexandru, Iryna Bayeva, Fabian Grimm, Constanze Sannemüller, Thomas Schmitz, Katharina Schulte und Zbigniew Szustak. Die Musiker wurden dirigiert von Dietmar Mensinger, der zudem für das Arrangement der klassischen Instrumente verantwortlich war. Die Streicher und Bläser wurden in den Easy Sound Studios in Köln aufgenommen.

## Veröffentlichung
Die Erstveröffentlichung von Laune der Natur erfolgte am 5. Mai 2017 bei JKP, unter dem Vertrieb der Warner Music Group. Das Album erschien in seiner Standardausführung als CD (Katalognummer: 5245017172) und LP (Katalognummer: 5245017177) sowie zum Download und Streaming mit 15 Titeln. Am gleichen Tag erschien eine Deluxeausführung mit dem Bonusalbum Learning English Lesson 2 (Katalognummer: 5245017170).

## Artwork
Booklet und Frontcover bestehen aus bunten Collagen, gestaltet von Dirk Rudolph mit Fotos von Paul Ripke, Carla Meurer und Andreas Meurer.

## Themen und Titelliste
Das Album beginnt mit dem schnellen Punkrocksong Urknall, ist wie alle Lieder des Albums in Erste-Person-Perspektive geschrieben. Er bezieht sich als erstes auf den Einschnitt durch den Tod Jochen Hülders: „Der Manager ist tot, die Kohle wird verbrannt, fühlen uns nur noch wohl mit Pistole in der Hand.“ Die Band sehnt sich wieder nach den alten Zeiten: „Wir wollen zurück auf den Bolzplatz.“ Die Textzeile „Keine Atempause, Geschichte ist gemacht“ ist ein Zitat aus dem Musiktitel Ein Jahr (Es geht voran) vom Album Monarchie und Alltag der Band Fehlfarben aus dem Jahr 1980.
Wannsee, im Reggae-Rhythmus gespielt, erzählt eine jugendliche Liebesgeschichte. Zunächst heißt es im Text: „Wannsee, Wannsee, wann seh’ ich Dich endlich wieder.“ Doch am Ende möchte der Protagonist sein Mädchen mit nach Düsseldorf nehmen.
Unter den Wolken ist die Antwort auf Reinhard Meys Lied Über den Wolken aus dem Jahr 1974.
Der Textzeile:
Über den Wolken muß die Freiheit wohl grenzenlos sein.

Alle Ängste, alle Sorgen, sagt man,

Blieben darunter verborgen und dann

Würde, was uns groß und wichtig erscheint,

Plötzlich nichtig und klein.
werden die Sätze:
Unter den Wolken wird’s mit der Freiheit langsam schwer

Wenn wir hier und heute alle wie betäubt sind

Unter den Wolken gibt’s keine Starterlaubnis mehr

Für all die Träume – all unsere Träume.
entgegengesetzt.
Das Lied Pop & Politik listet Beschimpfungen, mit denen die Band konfrontiert wurde, als sie sich politisch äußerte.
Die Balladen Alles passiert und Die Schöne und das Biest sind Liebeslieder ohne Happy End.
Das Lied Eine Handvoll Erde ist Jochen Hülder gewidmet.
Wie viele Jahre (Hasta la Muerte) mit den hymnenartige Gesangsharmonien lautet im Refrain „Wie viele Jahre kann das so weitergehen? Wie viele Jahre, wieviel Zeit, die für uns übrig ist? Ein halbes Leben sind wir schon unterwegs ‚Hasta La Muerte‘, das haben wir uns in unsere Haut geritzt“, und ICE nach Düsseldorf drückt den Wunsch aus in Düsseldorf beerdigt zu werden.
Geisterhaus ist die Fortsetzung des Liedes Unser Haus vom Album Unsterblich aus dem Jahr 1999. Es handelt von Campinos Gedanken beim Blick auf das Haus, in dem er seine Kindheit verbracht hat: „Hier gab’s mal Eltern, Kinder und Geschrei, Träume und Familienstreit. Und die Liebe hat hier mal gewohnt. Hier gab’s mal Pläne, einen Weg zu zweit. Den Glauben an die Ewigkeit. Doch das alles ging mit den Möbeln fort.“ In Lass los geht es um das Ende einer Beziehung, den Abschied und die Bitte um Vergebung.
Den Schluss des Albums bildet das Lied Kein Grund zur Traurigkeit. Es handelt sich um eine Coverversion, im Original geschrieben von Wolfgang Rohde und Cäptn’ Suurbier, veröffentlicht von „Wölli und der Band“ des Jahres auf dem Album Das ist noch nicht alles aus dem Jahr 2001. Die Spur mit Rohdes Gesang wurden von den Originalaufnahmen übernommen, die Musik und der Hintergrundgesang von der Band Die Toten Hosen neu eingespielt. Wolfgang Rohde war Schlagzeuger der Band Die Toten Hosen in den Jahren von 1986 bis 1999 und bis zu seinem Tod im April 2016 enger Freund der Musiker.

## Singles und Musikvideos
Die Single Unter den Wolken erschien am 7. April 2017 und enthält als weitere Musiktitel:
1. Gegenwind der Zeit – 4:06  (Musik: Breitkopf / Text: Campino, Marteria)
2. Totes Meer – 3:27  (Meurer / Campino)

Die Lieder sind als politische Stellungnahme der Band zur Flüchtlingspolitik gedacht. Die Band stellte die Songs erstmals in Dresden am 27. März 2017 bei einer Demonstration gegen die Pegida vor. Die Musiker gaben als Überraschungsgäste des Aktionsbündnisses „Nope“ unter dem Motto „Wer schweigt, stimmt zu“ ein zweieinhalbstündiges Konzert auf der Ladefläche eines Lastwagens.
Wannsee wurde als zweite Single zum Album ausgekoppelt und am 7. Juli 2017 veröffentlicht und enthält die zusätzlichen Titel:
1. Gott vergibt – 3:02  (Musik und Text: Campino)
2. Hölle der Löwin – 3:08  (von Holst / Campino, Marteria)

Das Musikvideo zur Single Wannsee wurde unter Regie von Johannes Grebert in Biesenthal am Strandbad am Großen Wukensee gedreht. Im Film hat Rodrigo González von der Berliner Band Die Ärzte einen kurzen Gastauftritt.
Als dritte Singleauskoppelung erschien am 23. Oktober 2017 Alles passiert. Die B-Seite erschienen die Coverversionen:
1. I Wanna be Sedated – 2:23 Cover von Ramones
2. (I’m) Stranded – 2:39 Cover von The Saints

Das Musikvideo zu Alles passiert entstand ebenfalls unter der Regie von Johannes Grebert.
Anfang Mai 2018 erschien die Single Laune der Natur mit dem dazugehörigen Musikvideo von Antonin B. Pevny. Der Tonträger enthält zwei weitere Musiktitel:
1. Was du erzählst – 3:25  (Musik und Text: Campino)
2. Cold Feelings – 3:31  Cover von Social Distortion

## ZusatzalbumLearning English Lesson Two
Learning English Lesson Two ist die Fortsetzung des Albums Learning English Lesson One aus dem Jahr 1991. Sie besteht aus 21 Coverversionen, die zum größten Teil im Herbst 2016 in London eingespielt wurden. Bei den Aufnahmen war bei jedem Musikstück mindestens ein Mitglied der Band beteiligt, die das Original eingespielt hatte. Das Album ist wie ein Sprachkurs aufgebaut und in fünf Abschnitte (Steps) unterteilt.
Titel- und Gästeliste
1. Step One: Welcome to Learning English, Lesson 2 – 0:40
2. The Sound of the Suburbs – 3:16 (The Members)
3. Where are They Now – 2:55 (Cock Sparrer)
4. California über alles – 3:21 (Dead Kennedys)
5. Step Two: Revolution – 0:20
6. Viva la Revolution – 2:53 (The Adicts)
7. Nobody’s Hero – 3:57 (Stiff Little Fingers)
8. Teenage Kicks – 2:18 (The Undertones)
9. Flying Saucer Attack! – 2:48 (The Rezillos)
10. Step Three: How About a Knuckle-Sandwich? – 0:30
11. Where Have all the Boot Boys Gone? – 3:05 (Slaughter and the Dogs)
12. Sonic Reducer – 2:40 (Dead Boys)
13. Lookin’ After No. 1 – 3:03 (The Boomtown Rats)
14. The Jinx – 2:57 (Peter and the Test Tube Babies)
15. Your Generation – 3:10 (Generation X)
16. Step Four: Family Plannings – 0:23
17. Darling, Let’s Have Another Baby – 2:58 (Johnny Moped)
18. Where’s Captain Kirk? – 2:17 (Spizzenergi)
19. Harmony in my Head – 3:08 (Buzzcocks)
20. This Perfect Day – 2:03 (The Saints)
21. Step Five: Sprechen Sie Deutsch? – 0:30
22. Wunderbar – 2:44 (Tenpole Tudor)
23. I’m an Upstart – 2:16 (Angelic Upstarts)
24. (Get a) Grip (On Yourself) – 2:56 (The Stranglers)
25. Fight to be Yourself – 2:40 (Pasty Faces)
26. Staring at the Rude Boys – 2:15 (The Ruts)
27. Janet and John Say Goodbye – 0:55

## Rezeption
Markus Brandstetter von Laut.de hält Laune der Natur für ein „selbstreferenzielles, streckenweise introspektives Album, das auf eine lange Straße zurückblickt, den Status Quo mit Humor, Spaß und gebrochenem Herz abklopft und weiß, dass die Straße nicht für immer weitergehen wird.“ Die Toten Hosen lieferten damit 2017 „ein überraschend konsequentes und tolles Album ab“.
Weniger begeistert äußert sich Tobias Keßler von der Saarbrücker Zeitung: „In den schwächeren Momenten bieten die Hosen wenig mehr als kompetenten Stadtfestrock, zum Fäusterecken, gute Routine mit ‚heyheyhey‘ – oder ‚hohoho‘-Refrains. Der Tiefpunkt ist das balladeske ‚Alles passiert‘, seicht und fast schon Rock-Schlager.“
Jenny Tobien von der Deutschen Presseagentur kommt zu dem Schluss: „Insgesamt kann man sagen: Den Hosen gelingt es, mit Laune der Natur ein durchaus temporeiches und lebensbejahendes Werk abzuliefern – auch wenn Tod, Trauer und Trennung ganz zentrale Themen sind.“

## Kommerzieller Erfolg

### Chartplatzierungen
Das Album erreichte auf Anhieb Platz eins der Charts in Deutschland, Platz eins in Österreich und die Spitze der Schweizer Hitparade. Die Vinylplatte erreichte ebenfalls die Spitzenposition der deutschen Vinylcharts für einen Monat und platzierte sich am Jahresende auf Position eins der Vinyl-Jahrescharts, was Laune der Natur zur verkaufsstärksten Vinylplatte des Jahres 2017 macht.
| ChartsChartplatzierungen | Höchstplatzierung | Wochen |
| ------------------------ | ----------------- | ------ |
| Deutschland (GfK)        | 1 (75 Wo.)        | 75     |
| Österreich (Ö3)          | 1 (39 Wo.)        | 39     |
| Schweiz (IFPI)           | 1 (58 Wo.)        | 58     |

| ChartsJahrescharts (2017) | Platzierung |
| ------------------------- | ----------- |
| Deutschland (GfK)         | 3           |
| Österreich (Ö3)           | 13          |
| Schweiz (IFPI)            | 8           |

| ChartsJahrescharts (2018) | Platzierung |
| ------------------------- | ----------- |
| Deutschland (GfK)         | 27          |

### Auszeichnungen für Musikverkäufe
| Land/Region        | Auszeichnungen für Musikverkäufe (Land/Region, Auszeichnung, Verkäufe) | Verkäufe |
| ------------------ | ---------------------------------------------------------------------- | -------- |
| Deutschland (BVMI) | 2× Platin                                                              | 400.000  |
| Österreich (IFPI)  | Gold                                                                   | 7.500    |
| Schweiz (IFPI)     | Gold                                                                   | 10.000   |
| Insgesamt          | 2× Gold · 2× Platin ·                                                  | 417.500  |